# Cristina Garcia Molina
Cristina Garcia Molina   (Granollers, 1975) és una escriptora i professora catalana. Ha publicat obres com el recull de contes Silenci a taula (2014), el llibre infantil Plou... però quin sol! (2013) i la novel·la Els irredempts (2022), guardonada amb el Premi Llibreter de 2023. És llicenciada en filologia catalana i filologia hispànica per la Universitat de Girona. Viu a Girona, on treballa de professora de català en un institut de secundària, i imparteix classes d'escriptura creativa a l'Escola d'Escriptura de l'Ateneu Barcelonès.

## Obres
- Silenci a taula (Viena Edicions, 2014)
- Els irredempts (LaBreu Edicions, 2022)

## Premis i reconeixements
- 2014 - Premi Ciutat de Badalona de Narrativa - Països Catalans-Solstici d'Estiu per Silenci a taula[7]
- 2023 - Premi Llibreter de literatura catalana per Els irredempts[2]